# Anna-Lisa Nystedt
Anna-Lisa Nystedt, född 11 november 1920 i Västervik, död 22 mars 2000 i Misterhult, var en svensk keramiker och målare.
Hon var dotter till folkskolläraren Johan Svensson och läraren Deborah Simonsson och gift 1946–1950 med Erik Nystedt. Hon var autodidakt som konstnär och bedrev självstudier i måleri under resor till Frankrike, Rom och Jugoslavien. Tillsammans med Rita Wilms ställde hon ut på Sturegalleriet 1957 och tillsammans med Stig Kjellin i Gammelby samt tillsammans med Hugo Simson på Lorensbergs konstsalong i Göteborg. Hon medverkade i samlingsutställningar på Galerie Moderne och i utställningar arrangerade av Riksförbundet för bildande konst och Norra Smålands konstförening. Hennes konst består av natur- och fantasimotiv utförda i en blandning av akvarell och vaxkrita. 